# Fidzsi dollár
A fidzsi dollár a Fidzsi-szigetek hivatalos pénzneme. 1969-ben vezették be a brit font sterlinggel egyenértékű gyarmati fidzsi font helyett; 1 font 2 dollárral lett egyenértékű. 1969 és 2012 között valamennyi fidzsi érmén és papírpénzen II. Erzsébet királynő portréja szerepelt fő motívumként.

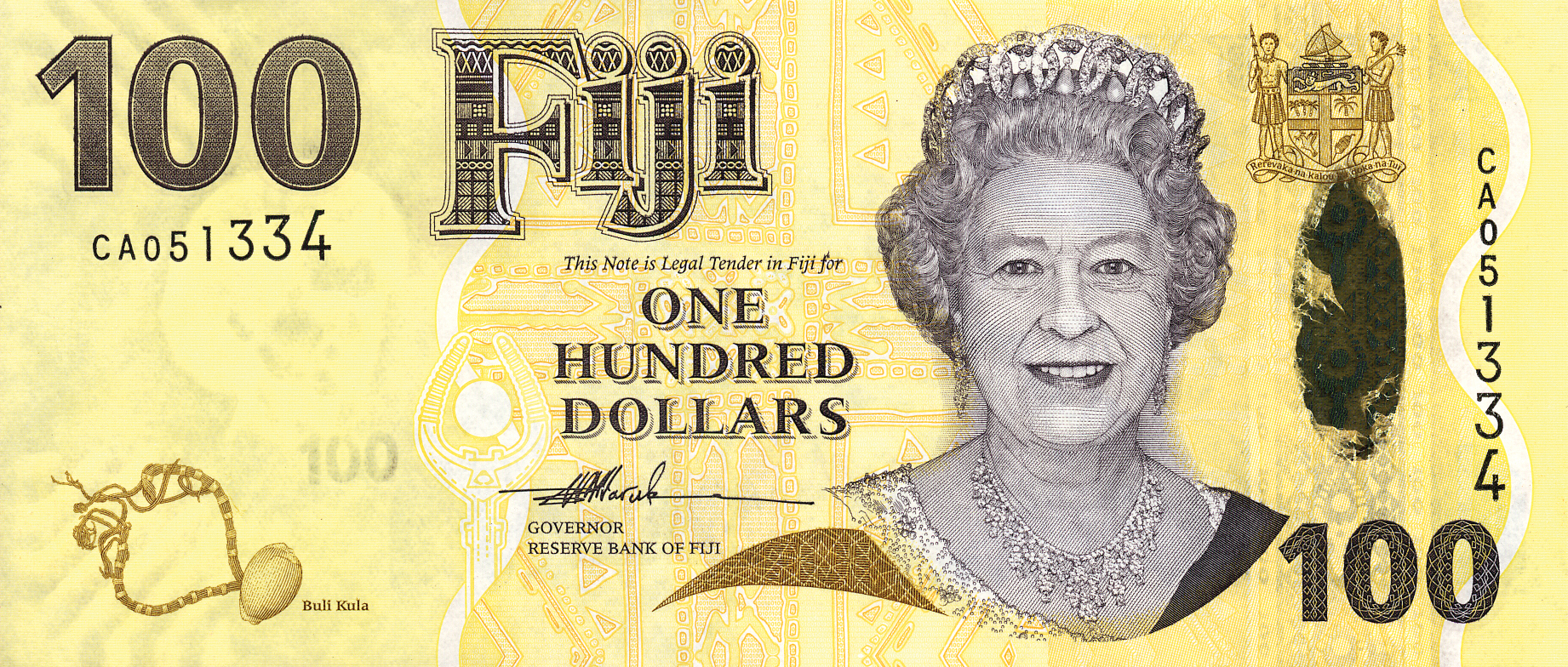
2007-es kibocsátású fidzsi 100 dolláros bankjegy előoldala II. Erzsébet királynő portréjával

## Érmék
2013. január 2-ától új érmesorozatot bocsátottak ki, szakítva az 1934 óta élő gyakorlattal, ennél a sorozatnál fordult elő először, hogy nem az aktuális brit uralkodó képmása szerepelt rajtuk fő motívumként. Az új érméket a Királyi Kanadai Pénzverde (Royal Canadian Mint) gyártja.

## Bankjegyek
A fidzsi dollár pénzjegyei